# A22 road

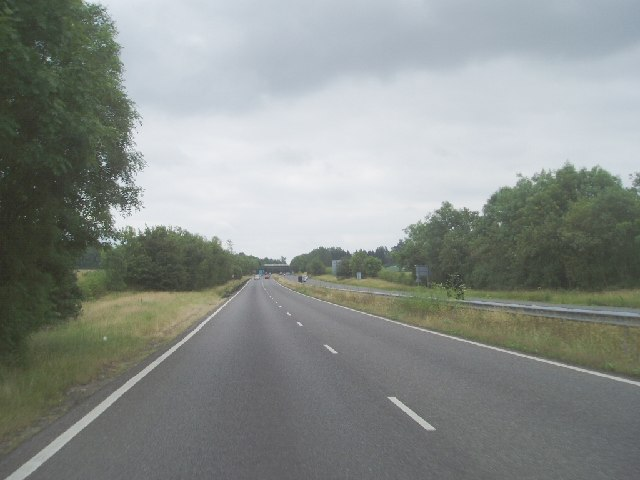
Der Godstone bypass (Aufnahme 2005)

A22 road (englisch für Straße A22) ist eine Fernverkehrsstraße in England. Sie beginnt in Purley Cross Junction südlich von London, wo sie von der A23 road abzweigt, und führt in generell südsüdöstlicher Richtung über den Londoner Autobahnring M25 motorway, der bei der Ausfahrt junction 6 (Godstone interchange) gekreuzt wird, und folgt dann dem Verlauf einer alten Römerstraße für ein kurzes Stück durch West Sussex, erreicht vor East Grinstead West Sussex, überquert den High Weald, umgeht Uckfield auf einer mit der A26 road gemeinsamen Strecke und trennt sich dann wieder von der nach Newhaven führenden A26. Über Halland führt sie weiter Richtung Hailsham, das im Westen auf einem vierstreifigen Abschnitt umfahren wird, der sich bis zu ihrem Ende bei Eastbourne am Ärmelkanal fortsetzt. Dabei kreuzt sie die A27 road.